# Edouard Quiquerez
Edouard Quiquerez (vollständiger Name: Marie Auguste Edouard Quiquerez) (* 19. April 1835 in Soyhières; † 5. Juli 1888 in Bellerive VD) war ein Schweizer Ingenieur und Fotograf.

## Leben
Edouard Quiquerez wurde als Sohn des Ingenieurs und Gutsbesitzers Auguste Quiquerez geboren. Nach dem Besuch der Kantonsschule in Fribourg studierte er von 1855 bis 1858 an der Polytechnischen Schule Zürich. 1857 wurde er Burschconkneipant (BCK) des Corps Rhenania Zürich. Nach dem Studium lebte er auf dem väterlichen Gut in Bellerive. Ab 1865 nahm er leitende Stellungen in der französischen Textilindustrie an. Seine Wirkungsorte waren Mulhouse, Eure-et-Loir und Senones. In Mulhouse heiratete er 1866  Marie Alphonsine Michelet. Aus gesundheitlichen Gründen lebte er von 1878 bis zu seinem Tod wieder auf dem väterlichen Gut in Bellerie.

## Fotografie
Bereits zu Beginn seines Studiums entwickelte Quiquerez, gefördert von seinem Vater, sein Interesse für Fotografie. Der Schwerpunkt seiner Arbeiten waren Fotografien von Denkmälern, Ortsbildern, Ruinen und Schlössern sowie Landschaften des Jura. 1860 stellte er bei der Generalversammlung der Société jurassienne d’émulation 40 Fotografien aus. Die Publikation seines Fotografien in gedruckter Form unter dem Titel Recueil de vues photographiques prises dans l'Ancien Evêché de Bâle. Villes et principales localités scheiterte 1862 an mangelnder Finanzierung. Sein fotografisches Werk und das seines Vaters mit 126 Kalotypien befindet sich heute als Sammlung Quiqurez im Musée jurassien d'art et d'histoire in Delémont.

## Ausstellungen
- Le Jura photographié par Edouard Quiquerez en 1860, 1991, Delémont, Musée jurassien d'art et d'histoire (Einzelausstellung)
- Dans l’oeil d’Edouard. Les premières photographies de localités et de sites du Jura, 2018, Delémont, Musée jurassien d'art et d'histoire (Gruppenausstellung zusammen Fotografien mit Pierre Montavon und Auguste Quiquerez)